# Thelogorgia longiflora
Thelogorgia longiflora is een zachte koraalsoort uit de familie Keroeididae. De koraalsoort komt uit het geslacht Thelogorgia. Thelogorgia longiflora werd in 1992 voor het eerst wetenschappelijk beschreven door Bayer. 